# 吳啟鼎

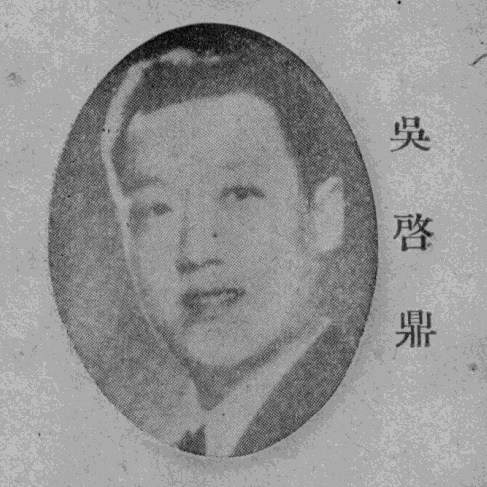

吳啟鼎（1892年8月16日—？）中華民國时期银行家、金融家、财政官员。浙江慈溪人。

## 生平
祖籍宁波慈溪县。是日本阪神财阀吴锦堂的侄子。洪君彥的表舅。邵式军之妻蒋冬荣的舅舅，蔣尊簋的连襟。
早年毕业于上海聖約翰大學。1915年，赴美国留学，毕业于美国俄亥俄州北方大學畢業。
回国后从业于金融业。1916年至1918年，担任聯合銀行副經理。1922年，出任广州军政府廣州交通運輸局之局長。1925年，出任上海調整稅務局之代理局長。同年几个月后，出任江蘇省地政局之局長。曾担任浙江省煙酒徵稅局之局長，任职有三年。曾担任中华民国财政部税务署署长。1937年曾因“上海棉纱案”被抓。7月3日，上海第一特區地方法院對吳啟鼎、盛升颐紗市投機案開偵察庭。
曾发起创办上海江浙商業儲蓄銀行，并担任董事長。1937年兼任四明商业储蓄银行董事长。因中饱私囊，以及豪赌造成巨额亏空，1947年5月被财政部撤职。